# فيلدينغ ويست
فيلدينغ ويست (بالإنجليزية: Fielding Reginald West)‏ هو سياسي بريطاني (وحمل سابقاً جنسية المملكة المتحدة لبريطانيا العظمى وأيرلندا)، ولد في 1 نوفمبر 1892 في هدرسفيلد في المملكة المتحدة، وتوفي في 6 أكتوبر 1935. حزبياً، نشط في حزب العمال. في الانتخابات العامة في المملكة المتحدة 1929 ‏، انتخب عضو برلمان المملكة المتحدة الـ35 عن دائرة Kensington North (UK Parliament constituency) ‏ (30 مايو 1929 – 7 أكتوبر 1931) وفي الانتخابات الفرعية في مجلس العموم البريطاني ‏، انتخب عضو برلمان المملكة المتحدة الـ36 عن دائرة Hammersmith North (UK Parliament constituency) ‏ (24 أبريل 1934 – 6 أكتوبر 1935).